# Praia da Caveira
A Praia da Caveira é uma praia brasileira localizada no distrito de Paranabi, em Ilhabela, São Paulo. A praia teria recebido este nome devido ao naufrágio da embarcação Príncipe das Astúrias, que ocorreu perto dali, na Ponta Pirabura. Apesar de um mapa anterior ao naufrágio desmentir a história, os habitantes da ilha ainda evitam o local.